# FC Suðuroy
FC Suðuroy este un club de fotbal din Vágur, Insulele Feroe. Clubul a fost fondat pe 1 ianuarie 2010.

## Lotul curent
La 14 decembrie 2010
| Nr. |                | Poziție | Jucător                 |
| --- | -------------- | ------- | ----------------------- |
| 1   | Insulele Feroe | P       | Rani Nolsøe Johannessen |
| 3   | Insulele Feroe | F       | Jákup Olsen             |
| 4   | Insulele Feroe | F       | Heini Bech              |
| 5   | Insulele Feroe | F       | Heini Vatnsdal          |
| 6   | Insulele Feroe | F       | Teitur Tausen           |
| 8   | Insulele Feroe | M       | Martin Tausen           |
| 9   | Insulele Feroe | M       | Palli Augustinussen     |
| 11  | Insulele Feroe | F       | Sonne D. Kjærbo         |
| 12  | Insulele Feroe | M       | Tóki Brattalíð          |
| 13  | Insulele Feroe | F       | Suni úr Hørg            |
| 14  | Insulele Feroe | M       | Dan Djurhuus            |
| 15  | Insulele Feroe | M       | Arthur Tausen           |

| Nr. |                | Poziție | Jucător             |
| --- | -------------- | ------- | ------------------- |
| 17  | Insulele Feroe | M       | Henning Joensen     |
| 18  | Insulele Feroe | M       | Brandur Suðuroy     |
| 19  | Insulele Feroe | F       | Kári í Lágabø       |
| 20  | Insulele Feroe | M       | Jónar Borg Dahl     |
| 32  | Slovenia       | P       | Stanislav Kuzma     |
|     | Insulele Feroe | F       | Mortan úr Hørg      |
|     | Insulele Feroe | F       | Hallur Poulsen      |
|     | Insulele Feroe | M       | Jónstein Bech       |
|     | Insulele Feroe | F       | Poul N. Poulsen     |
|     | Insulele Feroe | A       | John Tordar Poulsen |
|     | Insulele Feroe | A       | Kenneth Kjærbo      |
|     | Danemarca      | A       | Nicklas Paulsen     |